# Tifoseria del Modena Football Club 2018
In questa voce sono riportate informazioni relative alla storia ed evoluzione della tifoseria del Modena Football Club 2018, società calcistica italiana con sede a Modena.

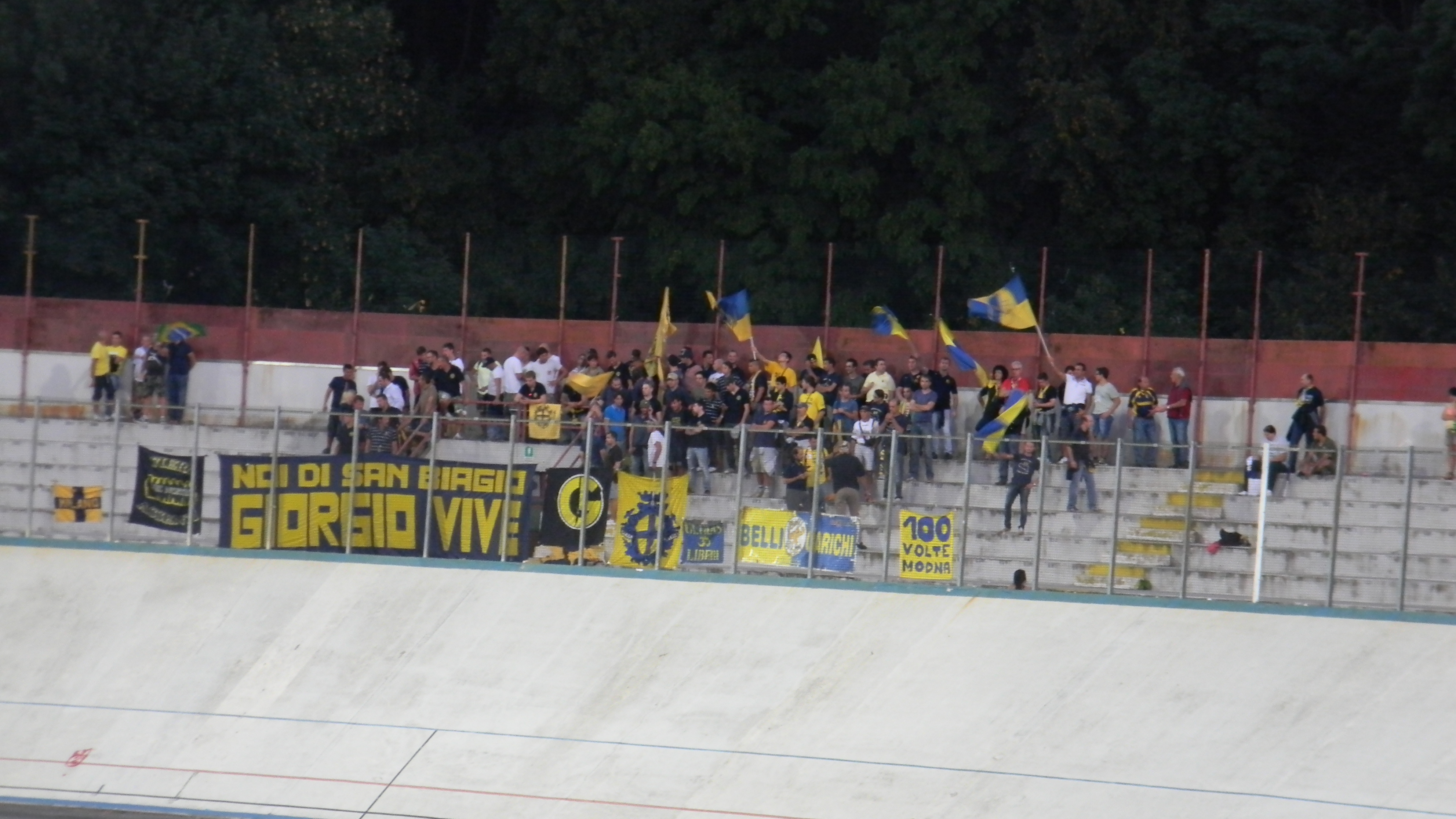
Tifosi del Modena durante una trasferta.

## Contesto
Per le partite casalinghe la tifoseria organizzata si riunisce nella curva sud dello Stadio Alberto Braglia, dal 2000 intitolata a Luigi Montagnani.

## Orientamento politico
Dal punto di vista politico, i gruppi di tifo organizzato del Modena sono schierati su posizioni miste, in maggior percentuale di sinistra.

## Fan club
(Aiutaci meglio a scrivere questa sezione!)
Il Modena FC vanta molti di Fan Club caratteristici. La maggior parte di questi proviene da “scissioni” del gruppo maggiore Avia Pervia e visto che si è sciolto nel 2024, molto di questi sono in una specie di crisi.                              In curva  troviamo: Noi di San Biagio Sempre Presenti, Dag Dal Gas, Bassa Modenese, Sassuolo Gialloblù, Mirandola Gialloblù, Pochi ma Daspo, Vignola 1985, Nonantola GB, Gli 0535, Zona Squaglio, Gruppo Grappa, i Nuova Generazione, Estasi Giallo Blù, I Diffidati Canarini, Canarein Zeminian, i Modena Hooligans, i Sempre sul Pezzo, i Liberi Pensieri, Villanova Modenese, Sempre 1 Soliti, i Distanti dai Giochi, Canarini Sciolti, Manicomio Ghirlandina, Soliera-Modena e Gli Amici Del Tortellino 2022. In tribuna e in gradinata possiamo trovare i Belli Carichi, Formigine Ovunque, Quegli Ultras di Modena Est, Villaggio, 90’s kid, Kamo Modena e il gruppo Spingere. 

## Tifoseria organizzata
I primi sodalizi a radunarsi sotto le insegne dei loro striscioni sugli spalti dello Stadio Alberto Braglia furono il Canarino Club di Castelfranco Emilia e il Club del Canarino, nati alla fine degli anni 1960. Il primo vero gruppo organizzato fu quello dei Boys, nato nel 1972, che raccolse l'eredità dei due Club che lo precedettero: il nome era un omaggio a quello dei Boys San dell’Inter. L'anno successivo, nel 1973, i Boys si sciolgono e confluiscono nel neonato club dei Fedelissimi, che presero il posto dei Boys nel settore gradinata centrale dello stadio. Nel 1974 gli ex Boys fuoriescono dai Fedelissimi e fondano i Commandos con questi ultimi che si riuniscono ai Fedelissimi nel 1975. Nella seconda metà della stagione 1975-1976, emersero forti contrasti tra gli ex Commandos e Fedelissimi, con i primi, la frangia più violenta, che andarono ad occupare la curva sud; i contrasti si placarono quando anche il resto dei Fedelissimi li raggiunsero in curva. Da questo ricongiungimento, nel settembre 1976 nacquero così le Brigate Gialloblù, vero fulcro della vita ultras a Modena. Nel 1979 nelle Brigate si fa strada un nuovo nucleo, quello di San Biagio che per l'appunto si ritrovava sotto lo striscione di "Brigate Gialloblù sezione San Biagio", quartiere del centro di Modena.
Negli anni 1980 emergono nuove sezioni all'interno delle Brigate Gialloblù come i Rangers, gli Sconvolts e il Commando Ultras Curva Sud (C.u.C.s.) con quest'ultimo che genererà una rivalità con la sezione San Biagio. Dalla sezione San Biagio, nel 1986 nacquero gli Sconvolts, a loro volta una sezione. Nel novembre 1986 a Genova avvengono alcuni scontri tra gli ultrà del Modena e quelli del Genoa. Nel gennaio 1988, nella successiva trasferta a Genova per la partita contro i genoani, i modenesi portarono con loro sui pullman che li trasportarono in Liguria, un arsenale di armi da taglio ed ordigni esplosivi per ingaggiare nuovi scontri con gli ultrà rivali. Un controllo di polizia preventivo, sequestrò il tutto. Il fatto destò molto clamore tanto che Pippo Baudo annunciò a Domenica in l'interruzione del programma per una edizione speciale del telegiornale: ne seguì un processo, che finì a Un giorno in pretura. Le condanne che ne scaturirono decimarono le varie sezioni, con gli Sconvolts che cessarono di esistere nel 1988.
Dopo i fatti del 1988, che videro le Brigate Gialloblù uscirne molto provate, emersero molte altre piccole sezioni delle Brigate stesse, ma di breve durata (Armata e Fedayn tra i principali) e sorsero altri gruppi che volevano avere una loro identità ben precisa che non si trovavano più in sintonia con le nuove direttive del gruppo d'origine, ma che quasi tutti ebbero vita breve con le eccezioni degli Head Out e dei Centro Storico (nati nel 1989). Nel 1990 ci fu il trasferimento delle Brigate Gialloblù dalla curva sud alla nord del Braglia, che sancì la nuova riorganizzazione del gruppo. Nel 1991 nacque da un nucleo della sezione San Biagio, il gruppo Sezione (primo in Italia a usare quel nome, seguaci di quell'estradizione casual appena nata nel mondo anglosassone). Nacquero poi altri nuovi gruppi, come gli Ultras (nel 1997) e gli Hniti (1999).
Negli anni 2000, con la completa ristrutturazione dello stadio Braglia, la tifoseria gialloblù fece ritorno in curva sud (appena intitolata allo scomparso presidente del Modena, Luigi Montagnani). Nel 2002, la vecchia sezione di San Biagio formò un nuovo gruppo chiamato Vecchie Brigate. 
Nel 2004, dall'unione tra Sezione, Ultras, Centro Storico e Head Out, nasce il gruppo Fedelissimi (omonimo di quello degli anni 1970). Nel novembre 2005 Fedelissimi, Vecchie Brigate e Hniti danno l’impulso per la creazione di un gruppo unico della curva, nasce così nel gennaio 2006, Curva Sud, eliminando qualsiasi simbolo di appartenenza politica (motivo in passato di lotte intestine; la tifoseria organizzata era schierata a sinistra), mantenendo solo i simboli cittadini; in risposta a ciò, le Brigate Gialloblù decisero lo spostamento in gradinata laterale, in contrasto con l'unificazione di tutti i gruppi ultras della curva sud sotto un unico striscione. Nel febbraio 2006, dopo trent'anni, si scioglie infine anche lo storico gruppo delle Brigate Gialloblù in seguito a forti contrasti con il gruppo Curva Sud il quale rimase l'unico grande gruppo organizzato della tifoseria modenese fino al 2014, quando anche quest'ultimo gruppo si scioglie. Da allora la curva ha nuovamente una fisionomia più variegata, con i gruppi principali che sono Vecchie Brigate 1975 (2014), Quei Bravi Ragazzi 1912 (2016) e Avia Pervia (nati nel 2016 e scioltisi nel 2024).

### Cronologia
1972 - Nascita dei Boys
1973 - Nascita dei Fedelissimi (1973)
1973 - Scioglimento dei Boys
1974 - Nascita dei Commandos
1976 - Scioglimento dei Fedelissimi (1973)
1975 - Scioglimento dei Commandos
1976 - Nascita delle Brigate Gialloblù
1989 - Nascita dei Centro Storico
1989 - Nascita degli Head Out
1991 - Nascita dei Sezione
1997 - Nascita degli Ultras
1999 - Nascita degli Hniti
2002 - Nascita delle Vecchie Brigate
2004 - Scioglimento dei Centro Storico
2004 - Scioglimento degli Head Out
2004 - Scioglimento dei Sezione
2004 - Scioglimento degli Ultras
2004 - Nascita dei Fedelissimi (2004)
2006 - Scioglimento degli Hniti
2006 - Scioglimento delle Vecchie Brigate
2006 - Scioglimento dei Fedelissimi (2004)
2006 - Nascita di Curva Sud
2006 - Scioglimento delle Brigate Gialloblù
2014 - Scioglimento di Curva Sud
2014 - Nascita di Vecchie Brigate 1975
2016 - Nascita di Quei Bravi Ragazzi 1912
2016 - Nascita di Avia Pervia
2024 - Scioglimento di Avia Pervia

## Gemellaggi e rivalità

### Gemellaggi
- Messina (dal 1986)
- Venezia (dal 1991)
- Siviglia

La tifoseria modenese è gemellata con gli ultras del Messina e del Venezia. Con i lagunari vi era la tradizione di fare un giro di campo durante l'intervallo delle partite dove si affrontavano le due squadre, sbandierando insieme ciascuno i propri vessilli. Questi gemellaggi, nati tra la metà degli anni 1980 e l'inizio di quelli 1990, sono rimasti ben saldi nonostante le poche occasioni in cui il Modena ha potuto affrontare le due squadre dalla fine degli anni 2000. In ambito internazionale i tifosi modenesi sono gemellati con quelli del Siviglia dalla metà degli anni 2000. In passato la tifoseria modenese è stata gemellata o ha avuto rapporti di stretta amicizia con quelle dello Spezia, del Parma, del Prato, del Livorno, della Fiorentina, del Padova, dell'Hellas Verona e del Piacenza e internazionalmente con quella del Real Sociedad.

### Amicizie
Buoni rapporti si hanno con le tifoserie di Pistoiese, Sampdoria (per la comune rivalità con quella del Genoa), Bari, Cittadella, Crotone e Campobasso.

### Rivalità
Tra le maggiori rivalità ci sono invece quelle con varie realtà calcistiche corregionali: il Derby della Secchia, giocato contro il Bologna e così chiamato per il retaggio della storica battaglia di Zappolino, è in assoluto la sfida più sentita dalla tifoseria del Modena, cui per importanza segue a ruota quella con la Reggiana. Vi sono inoltre i derby provinciali con il Sassuolo, molto sentito dai modenesi con l'arrivo della squadra neroverde in Serie B e conseguente condivisione forzata dello stadio Braglia (non vista di buon occhio dalla tifoseria gialloblù), e quello con il Carpi, pur se sentito in maniera minore. Da non dimenticare infine il cosiddetto Derby della Ghirlandina, stracittadina modenese oggi scomparsa che si svolse, negli anni 1910, fra i gialloblù e i dissidenti che rifondarono brevemente l'Audax.
Altri derby regionali e conseguenti rivalità si hanno con: Parma (rivalità nata nella stagione 1986-87 dopo un gemellaggio che era in atto dagli anni 1970), SPAL (Derby Estense), Cesena, Ravenna e Rimini. Vi è inoltre il Derby della Bassa disputato con il Mantova col quale vi è una forte rivalità.
Altre rivalità minori si hanno con: Atalanta, Brescia, Hellas Verona, Vicenza (tutte rivalità nate negli anni 1980 in seguito a scontri tra le tifoserie), Genoa (in seguito all'aggressione degli ultrà rossoblù ai danni dei modenesi nel 1986 poi sfociata nei fatti del 1988), Padova e Varese (rivalità nate negli anni 1990), Livorno (rivalità nata nel 1999 a causa dell'invasione di campo dei tifosi amaranto e conseguente aggressione ai giocatori canarini), Como (rivalità nata nel 1999 e inasprita nel 2000 in seguito aggressione di Ferrigno ai danni del gialloblù Bertolotti), Arezzo e Triestina (rivalità nate negli anni 2000), Spezia, Torino e Reggina (per via del gemellaggio dei gialloblù col Messina, rivale dei calabresi).